# Grand Prix Formule 1 van Spanje 2021
De Grand Prix Formule 1 van Spanje 2021 werd gereden op 9 mei op het Circuit de Barcelona-Catalunya nabij Barcelona. Het was de vierde race van het kampioenschap.

## Vrije trainingen

### Uitslagen
- Enkel de top vijf wordt weergegeven.

| Vrije training 1 | Pos. | Nr. | Coureur          | Constructeur     | Tijd     |
| ---------------- | ---- | --- | ---------------- | ---------------- | -------- |
| Vrije training 1 | 1    | 77  | Valtteri Bottas  | Mercedes         | 1:18.504 |
| Vrije training 1 | 2    | 33  | Max Verstappen   | Red Bull-Honda   | 1:18.537 |
| Vrije training 1 | 3    | 44  | Lewis Hamilton   | Mercedes         | 1:18.627 |
| Vrije training 1 | 4    | 4   | Lando Norris     | McLaren-Mercedes | 1:18.944 |
| Vrije training 1 | 5    | 16  | Charles Leclerc  | Ferrari          | 1:18.996 |
| Vrije training 2 | Pos. | Nr. | Coureur          | Constructeur     | Tijd     |
| Vrije training 2 | 1    | 44  | Lewis Hamilton   | Mercedes         | 1:18.170 |
| Vrije training 2 | 2    | 77  | Valtteri Bottas  | Mercedes         | 1:18.309 |
| Vrije training 2 | 3    | 16  | Charles Leclerc  | Ferrari          | 1:18.335 |
| Vrije training 2 | 4    | 31  | Esteban Ocon     | Alpine-Renault   | 1:18.466 |
| Vrije training 2 | 5    | 14  | Fernando Alonso  | Alpine-Renault   | 1:18.518 |
| Vrije training 3 | Pos. | Nr. | Coureur          | Constructeur     | Tijd     |
| Vrije training 3 | 1    | 33  | Max Verstappen   | Red Bull-Honda   | 1:17.835 |
| Vrije training 3 | 2    | 44  | Lewis Hamilton   | Mercedes         | 1:18.070 |
| Vrije training 3 | 3    | 16  | Charles Leclerc  | Ferrari          | 1:18.308 |
| Vrije training 3 | 4    | 55  | Carlos Sainz jr. | Ferrari          | 1:18.410 |
| Vrije training 3 | 5    | 77  | Valtteri Bottas  | Mercedes         | 1:18.423 |

Testcoureurs in vrije training 1:

 Roy Nissany (Williams-Mercedes) reed in plaats van George Russell.

 Robert Kubica (Alfa Romeo-Ferrari) reed in plaats van Kimi Räikkönen.

## Kwalificatie
Lewis Hamilton behaalde de honderdste pole position in zijn carrière. 
| Pos.                   | Nr. | Coureur            | Constructeur          | Kwalificatietijden | Kwalificatietijden | Kwalificatietijden | Grid |
| Pos.                   | Nr. | Coureur            | Constructeur          | Q1                 | Q2                 | Q3                 | Grid |
| ---------------------- | --- | ------------------ | --------------------- | ------------------ | ------------------ | ------------------ | ---- |
| 1                      | 44  | Lewis Hamilton     | Mercedes              | 1:18.245           | 1:17.166           | 1:16.741           | 1    |
| 2                      | 33  | Max Verstappen     | Red Bull-Honda        | 1:18.090           | 1:16.922           | 1:16.777           | 2    |
| 3                      | 77  | Valtteri Bottas    | Mercedes              | 1:18.005           | 1:17.142           | 1:16.873           | 3    |
| 4                      | 16  | Charles Leclerc    | Ferrari               | 1:18.041           | 1:17.717           | 1:17.510           | 4    |
| 5                      | 31  | Esteban Ocon       | Alpine-Renault        | 1:18.281           | 1:17.743           | 1:17.580           | 5    |
| 6                      | 55  | Carlos Sainz jr.   | Ferrari               | 1:18.205           | 1:17.656           | 1:17.620           | 6    |
| 7                      | 3   | Daniel Ricciardo   | McLaren-Mercedes      | 1:18.264           | 1:17.719           | 1:17.622           | 7    |
| 8                      | 11  | Sergio Pérez       | Red Bull-Honda        | 1:18.203           | 1:17.669           | 1:17.701           | 8    |
| 9                      | 4   | Lando Norris       | McLaren-Mercedes      | 1:17.821           | 1:17.696           | 1:18.010           | 9    |
| 10                     | 14  | Fernando Alonso    | Alpine-Renault        | 1:18.281           | 1:17.966           | 1:18.147           | 10   |
| 11                     | 18  | Lance Stroll       | Aston Martin-Mercedes | 1:18.241           | 1:17.974           |                    | 11   |
| 12                     | 10  | Pierre Gasly       | AlphaTauri-Honda      | 1:18.190           | 1:17.982           |                    | 12   |
| 13                     | 5   | Sebastian Vettel   | Aston Martin-Mercedes | 1:18.289           | 1:18.079           |                    | 13   |
| 14                     | 99  | Antonio Giovinazzi | Alfa Romeo-Ferrari    | 1:18.549           | 1:18.356           |                    | 14   |
| 15                     | 63  | George Russell     | Williams-Mercedes     | 1:18.445           | 1:19.154           |                    | 15   |
| 16                     | 22  | Yuki Tsunoda       | AlphaTauri-Honda      | 1:18.556           |                    |                    | 16   |
| 17                     | 7   | Kimi Räikkönen     | Alfa Romeo-Ferrari    | 1:18.917           |                    |                    | 17   |
| 18                     | 47  | Mick Schumacher    | Haas-Ferrari          | 1:19.117           |                    |                    | 18   |
| 19                     | 6   | Nicholas Latifi    | Williams-Mercedes     | 1:19.219           |                    |                    | 19   |
| 20                     | 9   | Nikita Mazepin     | Haas-Ferrari          | 1:19.807           |                    |                    | 20*  |
| Q1 107% tijd: 1:23.268 |     |                    |                       |                    |                    |                    |      |

* Nikita Mazepin ontving een 3-plaatsen gridstraf voor het blokkeren van Lando Norris in Q2.

## Wedstrijd
Lewis Hamilton behaalde de achtennegentigste Grand Prix-overwinning in zijn carrière.
De race begon met een goede start voor Max Verstappen die gelijk een inhaalactie kon doen op Lewis Hamilton door bij de eerste bocht binnendoor te steken. Charles Leclerc haalde één bocht later Valtteri Bottas in door goed uit bocht 2 te komen. In ronde 8 in de 10e bocht ging de motor van de Alpha Tauri van Yuki Tsunoda stuk en hij werd de eerste uitvaller van de race. Daarna kwam er een safety car op de baan, en na twee rondes volgde er een herstart. Verstappen kende een goede herstart en reed snel weg bij Hamilton, later kwam Hamilton weer dichterbij. In ronde 25 maakte Verstappen een langzame pitstop voor de medium banden. In ronde 28 ging Hamilton de pit in en zijn pitstop was beduidend sneller. Hamilton kwam uiteindelijk de baan op met een achterstand van vijf seconden. In ronde 42 maakte hij nogmaals een pitstop om vervolgens een gat van 24 seconden dicht te rijden naar Verstappen en hem in ronde 59 in te halen. Verstappen kon daarna een "gratis" pitstop maken (de achterliggers lagen op grote afstand) om daarna de snelste rondetijd neer te zetten.
| Pos.               | Nr. | Coureur            | Constructeur          | Rondes | Tijd / Oorzaak uitval | Grid | Punten |
| ------------------ | --- | ------------------ | --------------------- | ------ | --------------------- | ---- | ------ |
| 1                  | 44  | Lewis Hamilton     | Mercedes              | 66     | 1:33:07.680           | 1    | 25     |
| 2                  | 33  | Max Verstappen     | Red Bull-Honda        | 66     | +15.841               | 2    | 19S    |
| 3                  | 77  | Valtteri Bottas    | Mercedes              | 66     | +26.610               | 3    | 15     |
| 4                  | 16  | Charles Leclerc    | Ferrari               | 66     | +54.616               | 4    | 12     |
| 5                  | 11  | Sergio Pérez       | Red Bull-Honda        | 66     | +1:03.671             | 8    | 10     |
| 6                  | 3   | Daniel Ricciardo   | McLaren-Mercedes      | 66     | +1:13.678             | 7    | 8      |
| 7                  | 55  | Carlos Sainz jr.   | Ferrari               | 66     | +1:14.670             | 6    | 6      |
| 8                  | 4   | Lando Norris       | McLaren-Mercedes      | 65     | +1 ronde              | 9    | 4      |
| 9                  | 31  | Esteban Ocon       | Alpine-Renault        | 65     | +1 ronde              | 5    | 2      |
| 10                 | 10  | Pierre Gasly       | AlphaTauri-Honda      | 65     | +1 ronde              | 12   | 1      |
| 11                 | 18  | Lance Stroll       | Aston Martin-Mercedes | 65     | +1 ronde              | 11   |        |
| 12                 | 7   | Kimi Räikkönen     | Alfa Romeo-Ferrari    | 65     | +1 ronde              | 17   |        |
| 13                 | 5   | Sebastian Vettel   | Aston Martin-Mercedes | 65     | +1 ronde              | 13   |        |
| 14                 | 63  | George Russell     | Williams-Mercedes     | 65     | +1 ronde              | 15   |        |
| 15                 | 99  | Antonio Giovinazzi | Alfa Romeo-Ferrari    | 65     | +1 ronde              | 14   |        |
| 16                 | 6   | Nicholas Latifi    | Williams-Mercedes     | 65     | +1 ronde              | 19   |        |
| 17                 | 14  | Fernando Alonso    | Alpine-Renault        | 65     | +1 ronde              | 10   |        |
| 18                 | 47  | Mick Schumacher    | Haas-Ferrari          | 64     | +2 rondes             | 18   |        |
| 19                 | 9   | Nikita Mazepin     | Haas-Ferrari          | 64     | +2 rondes             | 20   |        |
| DNF                | 22  | Yuki Tsunoda       | AlphaTauri-Honda      | 8      | Versnellingsbak       | 16   |        |
| Bron: formula1.com |     |                    |                       |        |                       |      |        |

S Max Verstappen behaalde een extra punt voor het rijden van de snelste ronde.

## Tussenstanden wereldkampioenschap
Betreft tussenstanden voor het wereldkampioenschap na afloop van de race. 

### Coureurs
| Pos. | Nr. | Coureur          | Constructeur     | Punten |
| ---- | --- | ---------------- | ---------------- | ------ |
| 1    | 44  | Lewis Hamilton   | Mercedes         | 94     |
| 2    | 33  | Max Verstappen   | Red Bull-Honda   | 80     |
| 3    | 77  | Valtteri Bottas  | Mercedes         | 47     |
| 4    | 4   | Lando Norris     | McLaren-Mercedes | 41     |
| 5    | 16  | Charles Leclerc  | Ferrari          | 40     |
| 6    | 11  | Sergio Pérez     | Red Bull-Honda   | 32     |
| 7    | 3   | Daniel Ricciardo | McLaren-Mercedes | 24     |
| 8    | 55  | Carlos Sainz jr. | Ferrari          | 20     |
| 9    | 31  | Esteban Ocon     | Alpine-Renault   | 10     |
| 10   | 22  | Pierre Gasly     | AlphaTauri-Honda | 8      |

### Constructeurs
| Pos. | Constructeur          | Punten |
| ---- | --------------------- | ------ |
| 1    | Mercedes              | 141    |
| 2    | Red Bull-Honda        | 112    |
| 3    | McLaren-Mercedes      | 65     |
| 4    | Ferrari               | 60     |
| 5    | Alpine-Renault        | 15     |
| 6    | AlphaTauri-Honda      | 10     |
| 7    | Aston Martin-Mercedes | 5      |
| 8    | Alfa Romeo-Ferrari    | 0      |
| 9    | Williams-Mercedes     | 0      |
| 10   | Haas-Ferrari          | 0      |